# Baldur’s Gate II: Schatten von Amn
Baldur’s Gate II: Schatten von Amn (engl.: Shadows of Amn, kurz: BG2 / SoA) ist das zweite Spiel einer Computer-Rollenspielreihe zu Advanced Dungeons & Dragons des kanadischen Entwicklers BioWare und direkter Nachfolger von Baldur’s Gate. Es wurde von Interplay Entertainment am 24. September 2000 für Microsoft Windows und Mac OS veröffentlicht. 2013 veröffentlichte der kanadische Entwickler Overhaul Games die überarbeitete und erweiterte Baldur’s Gate II: Enhanced Edition.
Baldur’s Gate II basiert, wie schon der Vorgänger, auf der von BioWare selbst entwickelten Infinity-Engine und setzt die Handlung des ersten Teils und dessen Erweiterung Legenden der Schwertküste fort. Seine Veröffentlichung war ein kommerzieller Erfolg und das Spiel wurde mehrfach als Rollenspiel des Jahres 2000 ausgezeichnet. Eine Erweiterung erschien am 21. Juni 2001 unter dem Titel Baldur’s Gate II: Throne of Bhaal.

## Handlung
Der Hauptcharakter erwacht in einem Kerker des Magiers Joneleth ‘Jon’ Irenicus. Dieser war ehemals Mitglied der Elfengemeinschaft in Suldanessalar, wurde von dieser jedoch ausgestoßen und trachtet mittlerweile nach einem Teil der göttlichen Essenz der Bhaalskinder. Mit der gewonnenen Macht plant er, einen Rachefeldzug gegen Suldanessalar zu führen und anschließend zu einem Gott aufzusteigen. Der Hauptcharakter wird von seiner Halbschwester Imoen befreit und kann aus dem Verlies entkommen. Er findet sich in Athkatla wieder, der Hauptstadt des südlich von Baldurs Tor gelegenen Reiches Amn.
Der Spieler entschließt sich, seinen Peiniger zur Verantwortung zu ziehen. Er erkundet zunächst die Stadt und das Umland Athkatlas. Dabei erfährt er auch weitere Details über seine Abstammung. Das Erbe Bhaals drückt sich in Form von Träumen aus, die den Hauptcharakter im Verlauf mehrfach heimsuchen. Im späteren Verlauf verwandelt er sich außerdem in ein tödliches, fremdartiges Monstrum, das an das Wesen seines göttlichen Vaters Bhaal angelehnt ist. Es droht mit jeder Verwandlung eine immer stärkere Annäherung an den Charakter seines göttlichen Erzeugers. Das Spiel endet mit der zentralen Auseinandersetzung des Hauptcharakters mit Irenicus in der Elfenstadt Suldanessalar.

## Spielmechanik

### Einzelspieler-Kampagne
Baldur’s Gate II verwendet eine weiterentwickelte Version der Infinity-Engine des ersten Teils. Der Spieler steuert bis zu sechs Spielercharaktere auf vorgerenderten Karten. Der Hauptcharakter kann entweder aus einem Spielstand des ersten Spiels importiert oder zu Beginn des Spiels neu erstellt werden. In letzterem Fall wird der Charakter zu Beginn des Spiels auf Charakterstufe 7 aufgewertet.
Im Vergleich zum Vorgänger wurden die Charakterklassen stark erweitert. So ist es nun möglich, neben der Hauptklasse wie z. B. Priester oder Schurke eine spezialisierte Klasse wie Meuchelmörder oder Kopfgeldjäger auszuwählen. Insgesamt stehen so mehr als 30 Spezialisierungskits zur Verfügung. Als neue Rasse kann der Halb-Ork gewählt werden und es stehen mit Hexenmeister, Barbar und Mönch drei neue Klassen zur Verfügung.
Die restlichen Gruppenmitglieder werden im Laufe des Spiels in die Gruppe aufgenommen, einige traten bereits in Baldur’s Gate auf. Die Charakterisierung der Begleiter wurde im Nachfolger deutlich stärker ausgearbeitet und dramaturgisiert. Die Charaktere bringen sich in Gespräche ein und reagieren auf die Handlungen des Spielercharakters. Sie bringen außerdem neue Handlungsbögen und neue Quests ins Spiel ein, die ihren persönlichen Hintergrund und ihre Persönlichkeit beleuchten. Außerdem sind zwischen dem Hauptcharakter und einigen ausgewählten Begleitern Romanzen möglich.
Zaubercharaktere müssen gemäß den AD&D-Regeln ihre Sprüche vorbereiten, bevor sie angewendet werden können. Mit 182 Magier- und 110 Priesterzaubersprüchen hat sich das magische Repertoire gegenüber dem Vorgänger dabei mehr als verdreifacht. Ebenfalls erhöht wurde die Obergrenze für Erfahrungspunkte, die nun bei 2.950.000 Punkten liegt.

### Mehrspielermodus
Der Mehrspieler-Modus des ersten Teils wurde weitgehend unverändert übernommen. Bis zu sechs Spieler können mit selbstgenerierten Charakteren die Einzelspieler-Kampagne gemeinsam durchspielen. Bei einer vollständig selbstgenerierten Heldentruppe fallen jedoch die Interaktionen zwischen den vorgenerierten Begleitcharakteren weg, die einen nicht unerheblichen Reiz des Spiels ausmachen.

## Entwicklung
Alle vier Veröffentlichungen der Computer-Rollenspielserie Baldur’s Gate von BioWare entstanden im Auftrag des Publishers Interplay, der zu diesem Zeitpunkt Inhaber einer AD&D-Softwarelizenz von Tactical Studies Rules war (später Wizards of the Coast). Bioware widmete das Spiel Daniel „Dan“ Walker, einem Grafiker, der der zweite Festangestellte der Firma und für einen Teil der Grafiken von Baldur’s Gate verantwortlich gewesen war. Walker war 1999 an den Folgen einer körperlichen Behinderung verstorben.

### Technik
Das Spiel basiert auf der von BioWare entwickelten Infinity-Engine, einer 2D-Grafikengine. Damit entwickelte Spiele benötigten keine 3D-Grafikkarte. Ursprünglich war die Engine für ein MMO konzipiert, aber auf Anraten von Interplays Feargus Urquhart setzte man sie schließlich für Rollenspiele ein. Das Kampfsystem wurde stark beeinflusst von Westwoods Echtzeit-Strategiespiel Command & Conquer.
BioWare lizenzierte die Infinity-Spielengine für weitere D&D-Projekte an Interplay. Sie wurde daher bei den Black-Isle-Studios für Icewind Dale, Icewind Dale II und in Planescape: Torment verwendet, die optisch und spielerisch große Ähnlichkeit zu Baldur’s Gate aufweisen. Zusammen werden diese Spiele als die sogenannten Infinity-Spiele bezeichnet.
Baldur’s Gate II: Schatten von Amn unterstützte neben der Auflösung von 640×480 Pixeln durch eine Weiterentwicklung der Grafikengine erstmals auch 800×600 Bildpunkte. In den Optionen des Spiels ließen sich auf Wunsch sogar noch höhere Auflösungen aktivieren, wurden vom Hersteller aber nicht offiziell unterstützt. Als weiterer Unterschied zu den früheren Titeln konnte das Benutzerinterface während des Spiels jetzt auch ausgeblendet werden. Die in Rezensionen kritisierten Wegfindungsprobleme des Vorgängers wurden beseitigt; wenn der Spieler die aktive Spielfigur durch andere Gruppenmitglieder hindurch dirigierte, sprangen die Gruppenmitglieder nun zur Seite, statt den aktiven Charakter zu blockieren.

### Soundtrack
Die Musik stammte wie beim Vorgänger von dem deutschen Komponisten Michael Hoenig.

### Entwicklungsziele und Verlauf
Baldur’s Gate war das erste Rollenspiel des jungen Entwicklungsstudios BioWare gewesen und nach dem Actiontitel Shattered Steel auch insgesamt erst das zweite Spiel. Bei Baldur’s Gate II: Schatten von Amn wollte man all das erfolgreich umsetzen, was man während der Entwicklung des ersten Titels aus Anfängerfehlern gelernt hatte. Es sollte zudem mehr Zeit für die Entwicklung zur Verfügung stehen, die für die Produktion des ersten Teils vor allem deshalb gefehlt hatte, weil parallel zur Entwicklung der Spielinhalte noch an der Infinity-Engine gearbeitet werden musste. Baldur’s Gate II war Daniel Walker gewidmet, dem in der Firmengeschichte zweiten Angestellten von BioWare, der 1999 verstarb.
Aus den Ideen oder der Kritik von Fans in Newsgruppen und Portalen, aus Testberichten und den internen Besprechungen erstellte man zunächst eine Liste an Verbesserungsvorschlägen, die zu großen Teilen auch als Projektziele übernommen wurden. Aus seinem beruflichen Umfeld erhielt der leitende Entwickler James Ohlen den Hinweis, dass die Charaktere in Baldur’s Gate im Vergleich zum konkurrierenden Rollenspiel Final Fantasy VII von 1997 schlechter ausgearbeitet seien. Ohlen setzte sich daraufhin intensiv mit dem vom japanischen Studio und Publisher Square entwickelten Spiel auseinander und adaptierte dessen Romanzensystem, um die Beziehungen der Charaktere zueinander interessanter zu gestalten. Während der Entwicklung des Spiels richtete BioWare eine Abteilung für Qualitätssicherung ein und erhielt Unterstützung von Interplays Rollenspielspezialisten der Black Isle Studios. Bedarf dafür bestand vor allem beim Testen, das sich durch die extreme Größe des Projekts zum Albtraum entwickelt hatte.

## Rezeption
Baldur’s Gate II erhielt herausragende Bewertungen (Metacritic: 95/100). Es zählte damit seinerzeit und darüber hinaus zu den bestbewerteten PC-Spielen.
Das Spiel wurde als eine konsequente Weiterentwicklung der Stärken des Vorgängers ohne große Neuerungen bezeichnet. Von Kritikern wurde zumeist die Interaktion mit den Begleitcharakteren und die Inszenierung ihrer Hintergrundgeschichten positiv hervorgehoben, die Spielwelt wurde als authentisch und glaubwürdig bewertet. Gelobt wurde der gesteigerte Bedienkomfort, wie beispielsweise die Dokumentation der Aufträge in einem Spieltagebuch. Kritik gab es vereinzelt an der Wegfindungs-KI und der technischen Qualität der Soundausgabe.

### Auszeichnungen
Die Academy of Interactive Arts & Sciences nominierte das Spiel bei den Preisverleihungen 2001 in den Kategorien Spiel des Jahres, PC-Spiel des Jahres, Computer-Rollenspiel des Jahres, Game Play Engineering und Charakter- oder Storyentwicklung, von denen es letzteres gewinnen konnte. Die ersten drei Kategorien gingen dabei an Diablo II. Bis Mai 2005 konnten ca. zwei Millionen Exemplare von Baldur’s Gate II sowie ca. 500.000 Exemplare der Erweiterung abgesetzt werden.

### Fan-Mods und -Erweiterungen
Der große Erfolg des Spiels und die auch für den zweiten Teil weiterhin nutzbaren Moddingtools sorgten weit über den Veröffentlichungstermin hinaus für einen großen Output an Fanerweiterungen. Neben zahlreichen Questerweiterungen, Regelwerksmodifikationen und Zusatzcharakteren erschien mit Baldur’s Gate Trilogy eine Modifikation, mit der Baldur’s Gate mitsamt Erweiterung in das Spiel Baldur’s Gate II integriert werden kann. Auf diesem Weg können beide Spiele und ihre Erweiterungen durchgängig mit der fortschrittlicheren Engine von Baldur’s Gate II gespielt werden. Der Besitz beider Spiele sowie der Erweiterungen ist jedoch Voraussetzung.
Nach dem Ende des offiziellen Supports für die ersten beiden Teile versucht die aktive Fan-Community mit sogenannten Community-Patches den Support für die Spielreihe aufrechtzuerhalten um z. B. die Spielbarkeit auf neuen Plattformen zu gewährleisten.

## Baldur’s Gate II: Thron des Bhaal
Baldur’s Gate II: Thron des Bhaal (engl.: Throne of Bhaal, kurz: ToB) ist eine Erweiterung für das Spiel Baldur’s Gate und schließt die fortlaufende Handlung von Baldur’s Gate und Baldur’s Gate II inhaltlich ab. Es wurde am 21. Juni 2001 veröffentlicht.

### Handlung
In der Erweiterung Thron des Bhaal sprießen überall in ganz Faerûn die Nachkommen Bhaals aus dem Boden, führen Krieg miteinander und verwüsten das Land. Die Prophezeiung besagt, dass Bhaal aus dem Blut seiner Kinder wieder auferstehen wird. Man ist nun darin angehalten, alle anderen Kinder Bhaals aufzuspüren und zu bekämpfen, um so eines von drei möglichen Enden der Geschichte zu erreichen:
1. Man nimmt das Erbe von Bhaal an und wird der neue böse Gott des Mordes.
2. Man nimmt das Erbe von Bhaal an, wird aber zu einer neuen, guten Gottheit.
3. Man nimmt das Erbe und somit die Unsterblichkeit von Bhaal nicht an, sondern zerstört es und existiert weiter als guter/böser sterblicher Charakter und führt ein glückliches Leben (evtl. mit der/dem Geliebten).

### Spielmechanik
Thron des Bhaal ermöglicht die Weiterentwicklung von Spielcharakteren bis zu einer maximalen Levelgrenze von 40. Alternativ lässt sich mit Hilfe der Erweiterung aus dem Hauptspiel Baldur’s Gate II ein Dungeon namens „Watcher's Keep“ aufsuchen.

### Entwicklung
Die Veröffentlichung der Erweiterung zum zweiten Teil fällt in einen Zeitraum kurz vor einer gerichtlichen Auseinandersetzung zwischen BioWare und Interplay, die das Ende der Zusammenarbeit markierte. Thron des Bhaal stellt somit den inhaltlichen Abschluss der Baldur’s-Gate-Serie dar. Die Folge war, dass Biowares bereits geplanter nächster D&D-Titel nicht mehr wie ursprünglich vorgesehen über Interplay veröffentlicht wurde. Im Jahr 2002 ließ BioWare über seinen neuen Publisher Infogrames / Atari das 3D-Rollenspiel Neverwinter Nights folgen, das laut ToB-Entwicklerteam und einer Angabe in den Ladebildschirmen der Erweiterung ursprünglich die Option bieten sollte, Spielercharaktere aus Thron des Bhaal zu importieren. Diese Option wurde wegen Regelwerks-Neuerungen von Dungeons & Dragons jedoch nie in Neverwinter Nights implementiert.
Die Begleitmusik der Erweiterung stammt von Inon Zur.

### Rezeption
Thron des Bhaal erhielt sehr gute Bewertungen (Metacritic: 88 %).
Die Erweiterung des zweiten Teils dagegen ist gemessen an Spielzeit und Inhalten umfangreicher und führt, ausgehend vom Abspann des Hauptspiels, die Hintergrundgeschichte um den Hauptcharakter zu Ende. Es spielt an einem separaten Schauplatz und kann somit nicht parallel zur Handlung von Schatten von Amn gespielt werden. Daher wird das Add-on inoffiziell oft auch als dritter Teil angesehen, woraus sich die in Fankreisen verwendete, ebenfalls inoffizielle Serienbezeichnung Baldur’s Gate Trilogy ableitet (u. a. für Spielmodifikationen, s. u.).
Die Erweiterung wurde von der Academy of Interactive Arts & Sciences als Bestes PC-Rollenspiel des Jahres 2002 ausgezeichnet. Das US-amerikanische Spielemagazin Computer Gaming World zeichnete Thron des Bhaal als Erweiterung des Jahres aus und begründete dies folgendermaßen: „Thron des Bhaal hat das getan, was Ultima IX hätte tun sollen: es lieferte ein großartiges Finale zu einem etablierten Franchise.“ Bis Mai 2005 konnten ca. 500.000 Exemplare des Add-ons abgesetzt werden.

## Baldur’s Gate II: Enhanced Edition
Die Baldur’s Gate II: Enhanced Edition ist eine überarbeitete und mit neuen Inhalten erweiterte Fassung von Baldur’s Gate II: Schatten von Amn inklusive des Add-ons Thron des Bhaal. Hauptmerkmal neben der Zusammenfassung der ursprünglich separaten Veröffentlichungen ist die Anpassung für neuere Betriebssysteme und Geräte mit Touchsteuerung (Tablet-PCs). Die Erstveröffentlichung erfolgte am 16. November 2013 für Windows über die Online-Anbieter Beamdog, dem Unternehmen hinter Overhaul Games und Steam. Seitdem folgten Versionen für iOS, Linux und macOS. Eine Fassung für Android erschien im Juni 2018. Im Dezember 2019 erschien dieser Titel auch für PlayStation 4, Xbox One und Nintendo Switch.

### Entwicklung
Das Projekt kam auf Initiative Beamdogs, Betreiber einer gleichnamigen Online-Vertriebsplattform für Computerspiele, zustande. Beamdog und dessen Entwicklungsabteilung Overhaul Games wurde von ehemaligen BioWare-Mitarbeitern um Trent Oster gegründet, die an den Originaltiteln des Spieles gearbeitet hatten. Am 15. März 2012 kündigte Beamdog mit der Baldur’s Gate: Enhanced Edition (BGEE) und der Baldur’s Gate II: Enhanced Edition (BG2EE) eine überarbeitete Neuauflage der Serie an. Unter Beibehaltung des technischen Grundgerüsts und basierend auf dem technischen Stand des Add-ons Thron des Bhaal zu Baldur’s Gate II sollten beide Spiele modernisiert und mit neuen Inhalten versehen werden.

### Veränderungen
Neben der Integration der Erweiterung Thron des Baal ist genau wie auch schon im ersten Teil wieder eine Black-Pits-Kampagne dazugekommen, in der sich der Spieler in unterschiedlicher Gruppenzusammensetzung durch Arenakämpfe beweisen kann. Es stehen außerdem vier neue Nicht-Spieler-Charaktere mit jeweils eigenen Quests und Minimissionen zur Verfügung. Der Hersteller wirbt darüber hinaus mit einer leichtgängigen Verwaltung von Multiplayerspielen und der Unterstützung von Breitbildformaten.

### Rezeption
Das Spiel erhielt gute Bewertungen (Metacritic: 78/100), jedoch schlechtere als das Original und blieb auch unterhalb der Wertung für die Enhanced Edition des ersten Teils der Serie. Die Computerzeitschrift PC Games beurteilte das Remake sogar als „Verschlimmbesserung“. Hauptkritikpunkt war vor allem ein verbesserungswürdiges und im Vergleich zu den Funktionen des Originalspiels sogar reduziertes Interface. Etwas milder, aber mit etwa gleichen Kritikpunkten urteilte GameStar, das Spiel sei „verbessert, aber verzichtbar“. Im Gegensatz zum ersten Teil, der bei Veröffentlichung auch deutschsprachige Texte enthielt und für den nach einem Jahr die deutsche Sprachausgabe nachgeliefert wurde, erschien die Neuauflage von Baldur’s Gate II nur auf Englisch.

## Romane zum Spiel
Begleitend zum Spiel und zur Erweiterung erschien jeweils ein englischsprachiger Roman.
- Baldur’s Gate 2: The Shadows of Amn von Philip Athans, Wizards of the Coast, September 2000, ISBN 978-0-7869-1569-9.
- Baldur’s Gate II: Throne of Bhaal von Drew Karpyshyn, Wizards of the Coast, September 2001, ISBN 978-0-7869-1985-7.

## Nachfolgeprojekte

### The Black Hound
Während der Entwicklung des Add-ons Herz des Winters für Icewind Dale begann ein kleines Team der Black Isle Studios um Designer Joshua E. Sawyer unter dem Projektnamen Jefferson bzw. FR6 mit den Arbeiten an einer Fortsetzung zu Baldur’s Gate. Als Titel des Spiels war bis zur Einstellung des Projekts im Jahr 2003 der Name Baldur’s Gate III: The Black Hound vorgesehen. Der Projekteinstellung ging der Verlust der Lizenzrechte für Baldur’s Gate voraus.
Das Spiel war nicht als inhaltliche Fortführung der Bhaalskind-Thematik konzipiert, sondern sollte eine eigenständige Handlung ohne jegliche Referenzen zu den Vorgängerspielen von BioWare erhalten. Durch die Figur der Maralie Fiedelbieger, die als möglicher Begleitcharakter eingeführt werden sollte, existierte jedoch ein indirekter Bezug zu Black Isles eigenem Serienableger Icewind Dale II, in dem sie die Rolle der Erzählerin einnahm.

### Baldur’s Gate: Dark Alliance
Baldur’s Gate: Dark Alliance war ein erfolgreicher Konsolenableger. Trotz der Verwendung des Namens Baldur’s Gate besteht weder ein inhaltlicher noch spielerischer Zusammenhang mit den von BioWare entwickelten Spielen. Dark Alliance wurde von den Snowblind Studios im Auftrag von Interplay Entertainment entwickelt und orientierte sich an der kampforientierten Spielweise von Diablo. Das Regelwerk von Dungeons & Dragons wurde zu diesem Zweck stark modifiziert. Das Spiel erschien auf den Konsolen PlayStation 2, Xbox und GameCube. 2004 folgte eine angepasste Version für den Game Boy Advance. Ebenfalls 2004 erschien für PS2 und Xbox der direkte Nachfolger Baldur’s Gate: Dark Alliance 2, der auf derselben technischen Grundlage wie sein Vorgänger von den Black Isle Studios entwickelt wurde. Ein dritter Teil wurde von Interplay mehrfach angedeutet, aus lizenzrechtlichen Gründen und wegen finanzieller Schwierigkeit jedoch nie umgesetzt.

### Neverwinter Nights
Im August 1999 kündigte Interplay zusammen mit BioWare auf der Spielemesse GenCon die Entwicklung von Neverwinter Nights an. Anders als Baldur’s Gate verwendete das Spiel die 3. Regelwerksedition von Dungeons & Dragons und eine 3D-Grafikengine. Zusätzlich bot das Spiel umfassende Mehrspieleroptionen an. Kern waren ein Toolset zum Erstellen eigener Abenteuermodule und eine Spielleiter-Funktion zur Betreuung von Mehrspielerpartien. Ein Ladebildschirm von Baldur’s Gate II kündigte die Möglichkeit eines Charakterimports aus Baldur’s Gate II an, wurde jedoch nie umgesetzt. Nach rechtlichen Auseinandersetzungen zwischen BioWare und Interplay endete die Zusammenarbeit der beiden Unternehmen und das Spiel erschien über den französischen Publisher Infogrames, der es unter seinem Atari-Label veröffentlichte.

### Baldur’s Gate III
2023 erschien Baldur’s Gate III des belgischen Larian Studios, Entwickler der Divinity-Rollenspielreihe, das über 100 Jahre nach den Ereignissen der Vorgänger spielt. Eine Vorabversion des Spiels („Early Access“) wurde Käufern bereits im Oktober 2020 zugänglich gemacht.